# Dendrobium exile
Dendrobium exile är en orkidéart som beskrevs av Rudolf Schlechter. Dendrobium exile ingår i släktet Dendrobium, och familjen orkidéer. Inga underarter finns listade i Catalogue of Life.